# لیونارد بوساک
لیونارد بوساک (انگلیسی: Leonard Bosack) یک کارآفرین، و مهندس رایانه اهل ایالات متحده آمریکا بود.